# اساتسوكه
اساتسوكه (الاسم العلمي: Allium schoenoprasum var. foliosum) هو نبات ثومي من الفصيلة النرجسية درني معمر. وهو ضرب من الثوم المعمر.
وهو أفتح لونًا من البصل الأخضر الطويل، وله قشور تشبه البصل الصيني، وله أنحف الأوراق من بين جميع انواع البصل الأخضر الصالح للأكل. وهي زهرة برية يمكن رؤيتها تنمو في الجبال والحقول. تزرع لأوراقها وجذمورها الصالحة للأكل.

## انتشاره
موطنه الصين. وهو مجموعة متنوعة من الأنواع الأساسية، وينتشر على نطاق واسع في المناطق المعتدلة إلى الباردة في نصف الأرض الشمالي، بما في ذلك اليابان وسيبيريا، وفي اليابان يتوزيع في هوكايدو وهونشو، وشيكوكو.
تنمو الأنواع البرية في مجموعات على سفوح الجبال المشمسة، وبالقرب من السواحل، والضفاف، والمراعي الجبلية، والتلال، وجوانب الطرق، كما تتم زراعتها في الحقول. وله خاصية النمو الطبيعي في المناطق التي يسكنها الإنسان، من السهول إلى الجبال. في اليابان، تتم زراعته بشكل رئيسي في محافظات تشيبا، سايتاما، وياماغاتا.

## الوصف

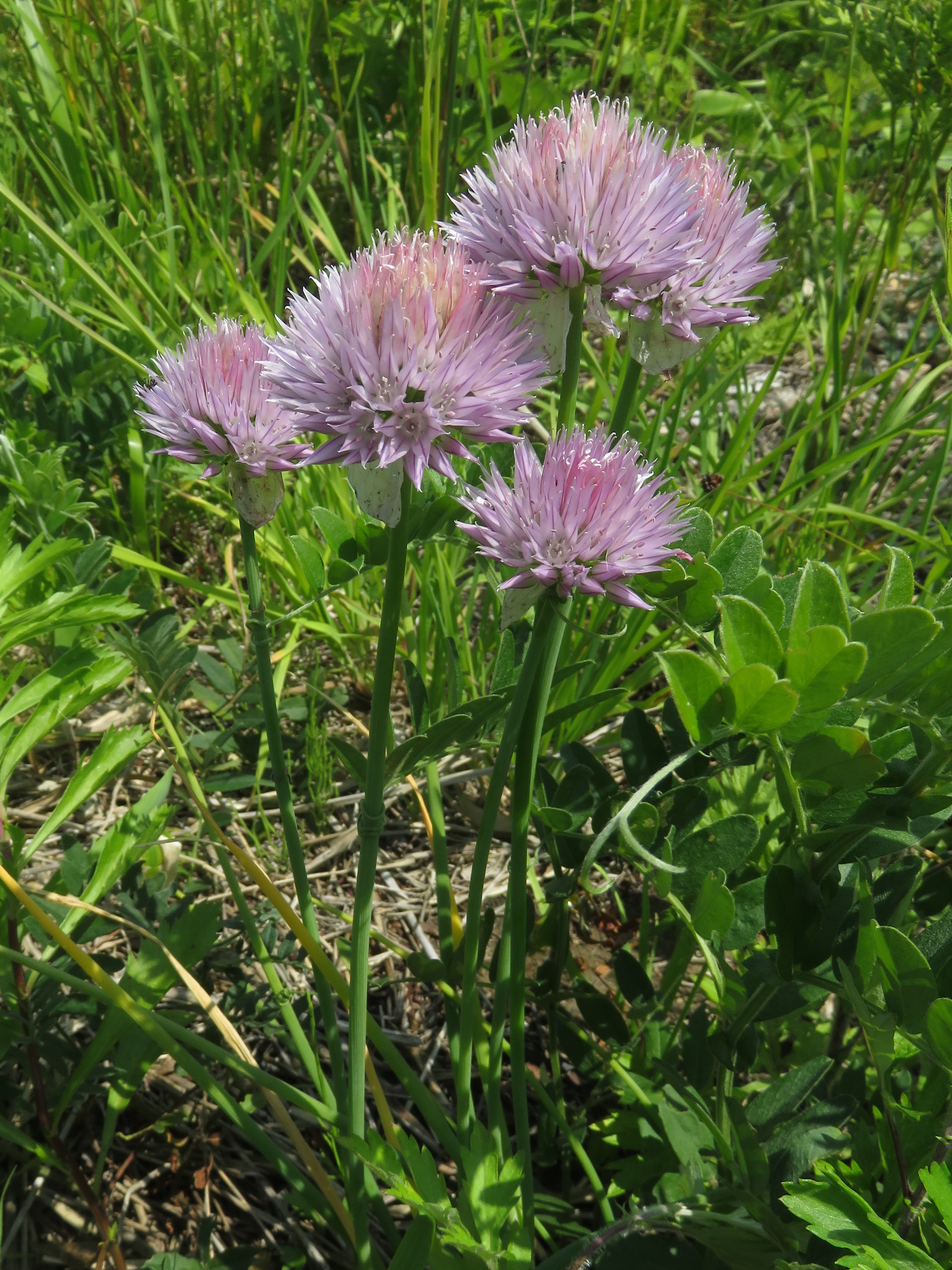
زهور اساتسوكه

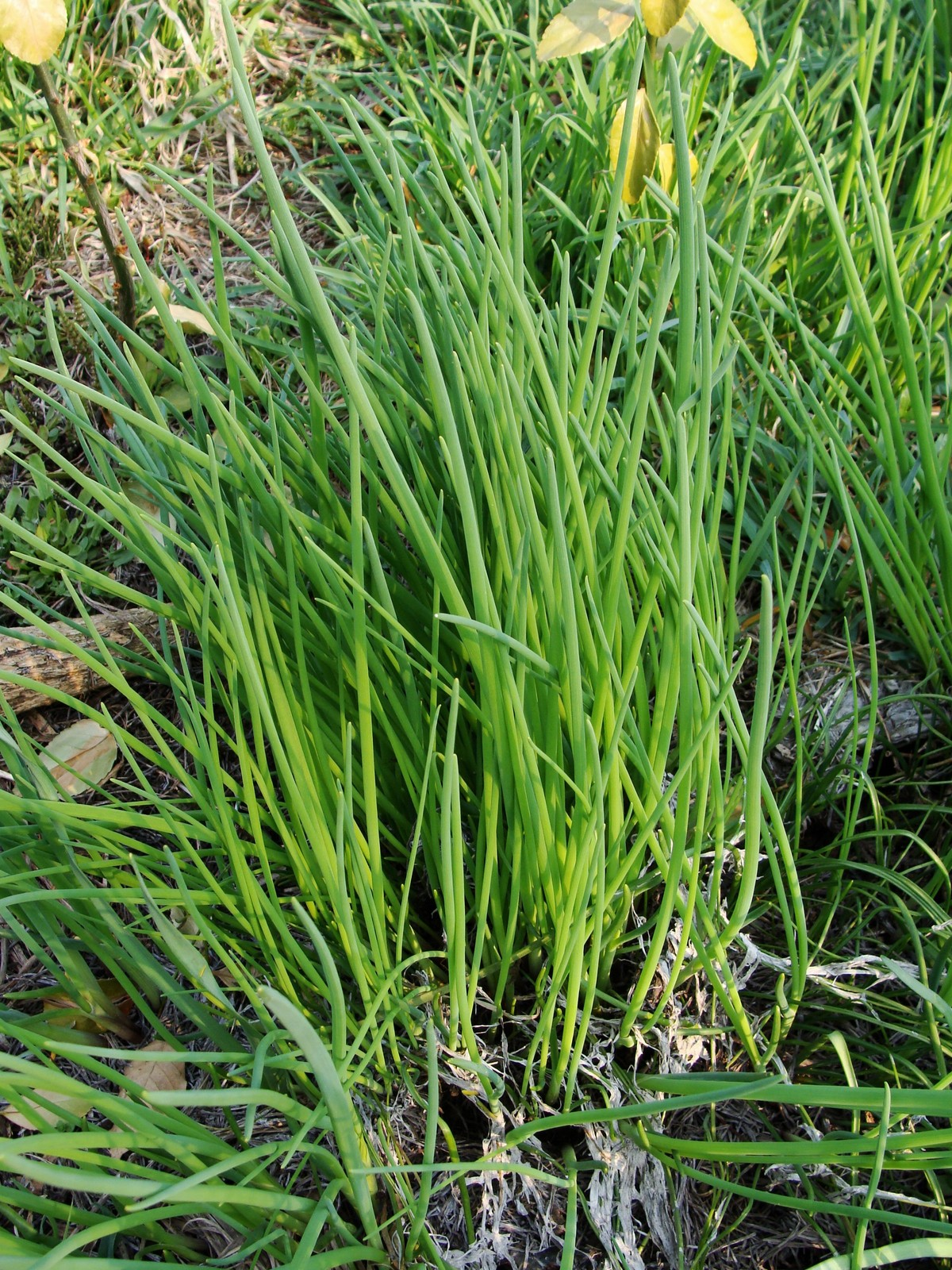
اوراق اساتسوكه

عشبة معمرة. يتميز بوجود جذمور تحت الأرض، يتراوح عددها من واحد إلى ثلاثة، وهي بيضاوية الشكل بشكل ضيق، ويبلغ طولها من 15 إلى 25 ملم، ومحاطة بقشرة أرجوانية حمراء.
وتنتج أوراقًا رفيعة تشبه الكراث في أوائل الربيع، وينمو ارتفاعها إلى حوالي 30-50 سم، وهي متفرعة جيدًا عند القاعدة، او بالقرب من القاعدة. ساق الزهرة يخرج من مركز ضفيرة الورقة، وهو رفيع، أسطواني، منتصب، طوله 30 - 50 سم، أخضر شاحب مع مسحة أرجوانية في الأسفل، والقاعدة محاطة بغلاف ورقي. لها من واحد إلى ثلاثة أوراق، ناعمة، نحيلة، أسطوانية، مجوفة، أقصر من ساق الزهرة، طولها من 15 إلى 40 سم، قطرها من 3 إلى 5 مم، والجزء السفلي أرجواني.
فترة التزهير هي من أوائل الصيف إلى الصيف (من أيار/مايو إلى تموز/يوليو)، وتتفتح أزهار صغيرة ذات لون وردي أرجواني شاحب في عناقيد نصف كروية عند طرف ساق الزهرة. تحمل الأزهار بأعداد كبيرة في نورة، وعند ظهور البرعم الأول، تكون القاعدة محاطة بغشاء أرجواني غشائي، وهو بيضاوي الشكل وله طرف يشبه الذيل. الكأسية المحيطة بالحوض منفصلة، وهناك ستة في المجمل، ثلاث أكواب خارجية وثلاث أكواب داخلية، لونها أرجواني محمر شاحب، رمحية أو رمحية عريضة، بطول 9 - 12 ملم، والطرف حاد. هناك ستة أسدية، المتك أرجواني فاتح، وطول الخيط عادة ما يكون أقصر من محيط الزهرة، ويتراوح طوله من نصف إلى ثلثي طوله، وأحيانًا بنفس الطول، وفي بعض الأصناف أطول من محيط الزهرة. لا توجد أسنان في قاعدة الخيوط. يحتوي المبيض على ثلاث غرف علوية، تحتوي كل غرفة على عدة بويضات، وفوقها نمط. الثمرة كبسولة والبذور سوداء اللون.
اعتبارًا من شهر تموز/يوليو تقريبًا، عندما تنتهي الأزهار، تتحول الأوراق الموجودة فوق الأرض إلى اللون الأبيض وتذبل. وهو نبات معمر، وتبقى القشور والجذور في الصيف والشتاء، أما الجزء الموجود فوق سطح الأرض فيموت ويصبح خاملاً.

## الخصائص الطبية
في الطب الشعبي الصيني، توضع الأوراق الطازجة المسحوقة على المنطقة المصابة كدواء للجروح، تتم تنقية مركبات الكبريت المتطايرة بفعل الإنزيمات الموجودة في الأوراق، ويساعد العمل المضاد للبكتيريا على وقف النزيف. ويقال أيضًا أن تقطيع 10 إلى 20 غرامًا من الأوراق الطازجة إلى قطع صغيرة ووضعها في وعاء كبير وسكب الماء الساخن عليها و شربها أو تناولها كوجبة عادية فعال ضد نزلات البرد.